# اسلام‌آباد (رابر)
اسلام‌آباد یا میخانه روستایی در دهستان جواران بخش هنزا شهرستان رابر استان کرمان ایران است.

## جمعیت
بر پایه سرشماری عمومی نفوس و مسکن در سال ۱۳۹۵ جمعیت این مکان ۲۴۸ نفر (۸۴خانوار) بوده‌است.